# Heroin
Heroin, bạch phiến, diamorphine (hay còn được gọi tắt là hê, biệt danh: "nàng tiên trắng") là một loại chất gây nghiện được sử dụng phổ biến nhất như một loại thuốc giải trí gây tác dụng hưng phấn. Về mặt y học, nó được sử dụng ở một số quốc gia như thuốc giảm đau hoặc trong liệu pháp thay thế opioid. Heroin thường được tiêm, thường vào tĩnh mạch. Tác dụng của heroin thường nhanh và kéo dài trong vài giờ.
Các tác dụng phụ thường gặp bao gồm ức chế hô hấp (giảm nhịp thở), khô miệng, buồn ngủ, suy giảm chức năng tâm thần, táo bón và gây nghiện. Tác dụng phụ của việc sử dụng bằng cách tiêm có thể bao gồm áp xe, nhiễm trùng van tim, nhiễm trùng máu và viêm phổi. Sau khi có tiền sử sử dụng lâu dài, các triệu chứng cai nghiện có thể bắt đầu trong vòng vài giờ kể từ lần sử dụng cuối cùng. Khi được tiêm bằng cách tiêm vào tĩnh mạch, heroin có tác dụng gấp hai đến ba lần so với liều morphin cùng khối lượng. Heroin thường có dạng bột trắng hoặc nâu.
Điều trị nghiện heroin thường bao gồm trị liệu hành vi và dùng thuốc. Các loại thuốc có thể bao gồm buprenorphine, methadone hoặc naltrexone. Quá liều heroin có thể được điều trị bằng naloxone. Ước tính có khoảng 17 triệu người vào năm 2015 sử dụng thuốc phiện trong đó heroin là loại phổ biến nhất. Cùng với các loại thuốc phiện khác, chúng đã gây ra 122.000 ca tử vong. Tổng số người sử dụng heroin tính đến năm 2015 được cho là đã tăng ở Châu Phi, Châu Mỹ và Châu Á kể từ năm 2000. Tại Hoa Kỳ, khoảng 1,6% dân số đã sử dụng heroin tại một số thời điểm trong đời với khoảng 950.000 người sử dụng trong năm ngoái. Khi có người chết vì dùng thuốc quá liều, thuốc gây ra cái chết thường là opioid và thường là heroin.
Heroin được C. R. Alder Wright sản xuất lần đầu tiên vào năm 1874 từ morphine, một sản phẩm tự nhiên của cây thuốc phiện. Trên bình diện quốc tế, heroin được kiểm soát theo Bảng I và IV của Công ước Thống nhất về Ma túy. Việc sản xuất, sở hữu hoặc bán heroin mà không có giấy phép là bất hợp pháp. Khoảng 448 tấn heroin đã được sản xuất vào năm 2016. Năm 2015, Afghanistan sản xuất khoảng 66% lượng heroin của cả thế giới. Heroin được bán bất hợp pháp trên đường phố, đôi khi được trộn với các chất khác như đường, tinh bột.

## Sử dụng

### Giải trí
Tên thương mại ban đầu của heroin thường được sử dụng trong các cơ sở phi y tế. Nó được sử dụng như một loại thuốc giải trí cho hưng phấn mà nó tạo ra. Nhà nhân chủng học Michael Agar từng mô tả heroin là "loại thuốc hoàn hảo." Liều dùng khả dụng sẽ tăng nhanh chóng, và cần tăng liều để đạt được hiệu quả hưng phấn cũ. Sự phổ biến của heroin đối với những người sử dụng ma túy giải trí, so với morphin, được cho là xuất phát từ những hiệu ứng khác mà heroin đem lại.
Các nghiên cứu nghiện ngắn hạn của cùng các nhà nghiên cứu đã chứng minh rằng liều dùng hiệu dụng đã phát triển với tốc độ tương tự với cả heroin và morphin. Khi so sánh với các opioids hydromorphone, fentanyl, oxycodone và pethidine (meperidine), những người đã từng nghiện cho thấy sự ưa thích mạnh mẽ đối với heroin và morphine, điều này cho thấy rằng heroin và morphin đặc biệt dễ bị lạm dụng và gây nghiện. Morphine và heroin cũng có nhiều khả năng hơn để tạo ra hưng phấn và các tác động chủ quan tích cực khác khi so sánh với các opioid khác.

### Y tế
Ở Hoa Kỳ, heroin không được chấp nhận là hữu ích về mặt y tế.
Dưới tên chung là diamorphine, heroin được kê đơn như là một loại thuốc giảm đau loại mạnh ở Anh, nơi nó được sử dụng qua đường tiêm dưới da, tiêm bắp, hoặc tiêm tĩnh mạch. Nó có thể được chỉ định để điều trị đau cấp tính, chẳng hạn như trong chấn thương thể chất nặng, nhồi máu cơ tim, đau sau phẫu thuật và đau mãn tính, bao gồm các bệnh ở giai đoạn cuối. Ở các quốc gia khác, người ta thường sử dụng morphin hoặc các loại thuốc phiện mạnh khác trong những tình huống này. Vào năm 2004, Viện Sức khỏe và Lâm sàng Quốc gia đã đưa ra hướng dẫn về việc quản lý sinh mổ, trong đó khuyến nghị sử dụng diamorine ngoài màng cứng để giảm đau sau phẫu thuật.
Diamorphine tiếp tục được sử dụng rộng rãi trong chăm sóc giảm nhẹ ở Anh, nơi thường được sử dụng bằng đường tiêm dưới da, thường thông qua một thiết bị điều khiển ống tiêm, trong trường hợp bệnh nhân không nuốt được dung dịch morphin. Ưu điểm của diamorphine so với morphin là diamorphine hòa tan nhiều chất béo hơn và do đó mạnh hơn khi tiêm, và chỉ cần một liều nhỏ hơn để có tác dụng giảm đau tương đương. Cả hai yếu tố này đều có lợi nếu cho dùng opioid liều cao qua đường tiêm dưới da, điều này thường cần thiết trong chăm sóc giảm nhẹ.

## Cách dùng
Sự khởi đầu của các hiệu ứng heroin phụ thuộc vào cách đưa heroin vào cơ thể. Các nghiên cứu đã chỉ ra rằng hưng phấn có được của việc sử dụng các chất ma túy (thành phần chính của chất gây nghiện) tỷ lệ thuận với tốc độ tăng nồng độ trong máu của chúng.
Nuốt heroin không tạo ra cảm giác phê thuốc mạnh mẽ đối với người có kinh nghiệm cao với việc sử dụng heroin, mà được thấy rõ nhất khi sử dụng tiêm tĩnh mạch. Cảm giác phê heroin do tiêm có thể xảy ra chỉ sau vài giây, nhưng nếu uống phải mất khoảng nửa giờ trước khi có cảm giác phê. Do đó, với liều lượng heroin được sử dụng lớn hơn và nhanh hơn, có nguy cơ tiềm ẩn cao gây nghiện tâm lý.
Liều lớn heroin có thể gây ức chế hô hấp gây tử vong và chất này đã được sử dụng để tự sát hoặc làm vũ khí giết người. Kẻ giết người hàng loạt Harold Shipman đã sử dụng diamorphin để giết các nạn nhân của mình, và Cuộc điều tra Shipman sau đó đã dẫn đến việc thắt chặt các quy định xung quanh việc lưu trữ, kê đơn và tiêu hủy các loại thuốc được kiểm soát ở Anh. John Bodkin Adams cũng được biết là đã sử dụng heroin làm vũ khí giết người.
Vì khả năng tăng liều đáng kể đối với heroin khiến chứng suy hô hấp phát triển nhanh chóng khi tiếp tục sử dụng và bị mất nhanh chóng khi cai nghiện chất này, nên thường rất khó để xác định liệu quá liều heroin gây chết người là vô tình, tự sát hay giết người. Ví dụ là những cái chết do quá liều heroin của Sid Vicious, Janis Joplin, Tim Buckley, Hillel Slovak, Layne Staley, Bradley Nowell, Ted Binion, và River Phoenix.
Việc sử dụng mãn tính heroin và các loại thuốc phiện khác đã được chứng minh là nguyên nhân tiềm ẩn gây hạ natri máu, kết quả là do bài tiết vasopressin dư thừa.

## Tác dụng phụ
Giống như hầu hết các opioid, heroin không pha trộn có thể dẫn đến tác dụng phụ. Độ tinh khiết của heroin bán trên đường phố rất khác nhau, dẫn đến việc dùng quá liều khi độ tinh khiết cao hơn mức độ người dùng mong đợi.

### Hiệu ứng ngắn hạn

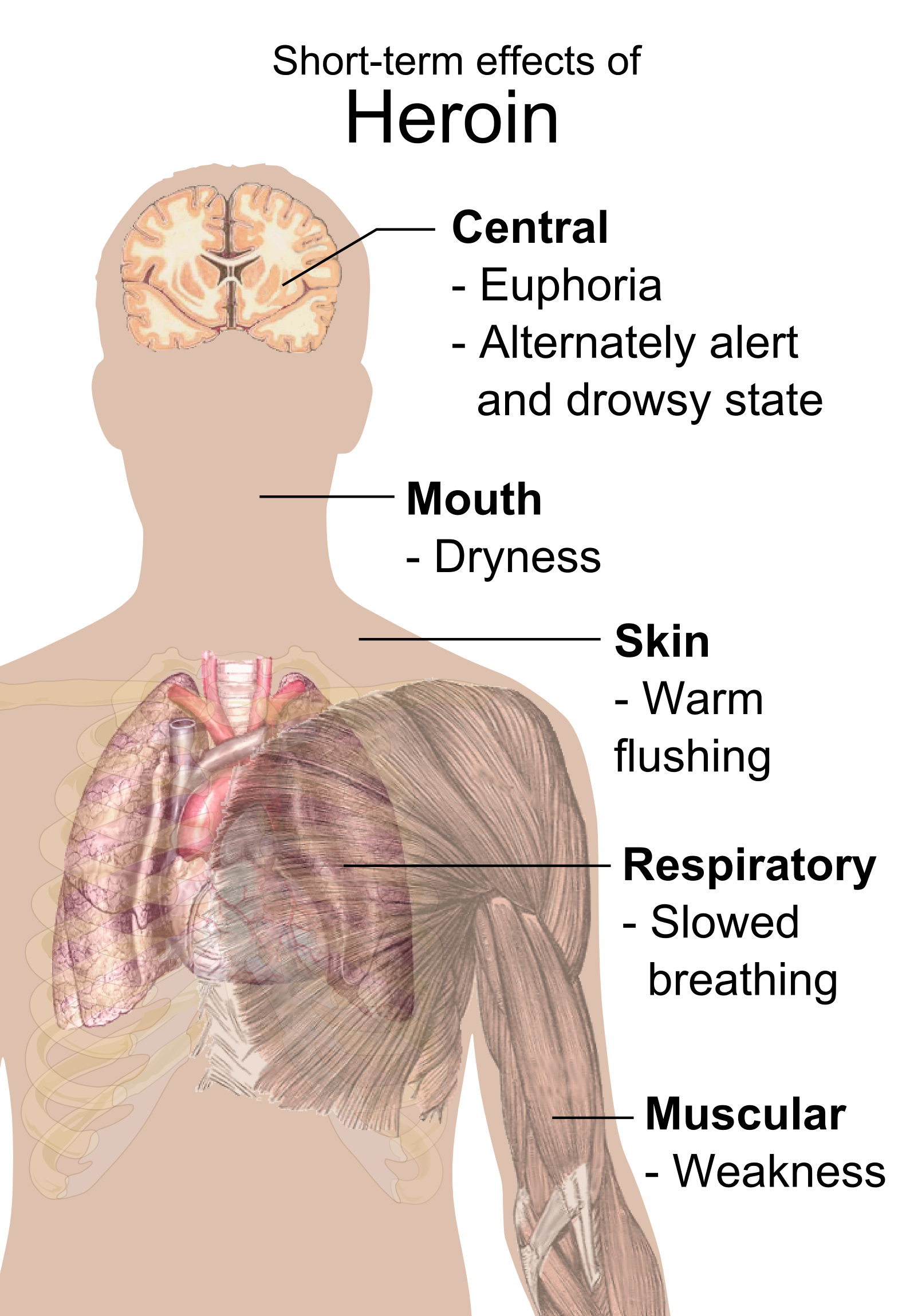
Ảnh hưởng ngắn hạn của việc dùng heroin

Người dùng heroin cho biết có một sự hưng phấn mạnh mẽ, trạng thái hưng phấn cấp tính, xảy ra khi heroin được chuyển hóa thành 6-monoacetylmorphin (6-MAM) và morphin trong não. Một số người tin rằng heroin tạo ra nhiều hưng phấn hơn các loại thuốc phiện khác; một lời giải thích có thể là sự hiện diện của 6-monoacetylmorphin, một chất chuyển hóa duy nhất chỉ có ở heroin - mặc dù một lời giải thích có khả năng hơn là tốc độ nhanh chóng gây hưng phấn của heroin. Trong khi các opioid khác sử dụng giải trí chỉ sản xuất ra morphine, heroin tạo ra thêm 6-MAM, cũng là một chất chuyển hóa có hoạt tính tâm lý. Tuy nhiên, kết luận này không được hỗ trợ bởi kết quả của các nghiên cứu lâm sàng so sánh tác dụng sinh lý và chủ quan của heroin và morphin được tiêm ở những người trước đây nghiện opioid; những đối tượng này cho thấy không có sự ưu tiên cho một loại thuốc nào. Liều tiêm được trang bị có các tác dụng tương đương, không có sự khác biệt về cảm giác hưng phấn, tham vọng, hồi hộp, thư giãn, hay buồn ngủ của đối tượng. Hưng phấn do heroin thường đi kèm với một làn da đỏ ửng và ấm nóng, khô miệng và cảm giác nặng nề ở tứ chi. Buồn nôn, nôn mửa và ngứa dữ dội cũng có thể xảy ra. Sau những tác động ban đầu, người dùng thường sẽ buồn ngủ (gà gật) trong vài giờ; chức năng thần kinh bị giảm thiểu; chức năng tim chậm lại; và hơi thở cũng bị chậm lại nghiêm trọng, đôi khi đủ để đe dọa đến tính mạng. Thở chậm cũng có thể dẫn đến hôn mê và tổn thương não vĩnh viễn.

### Ảnh hưởng lâu dài

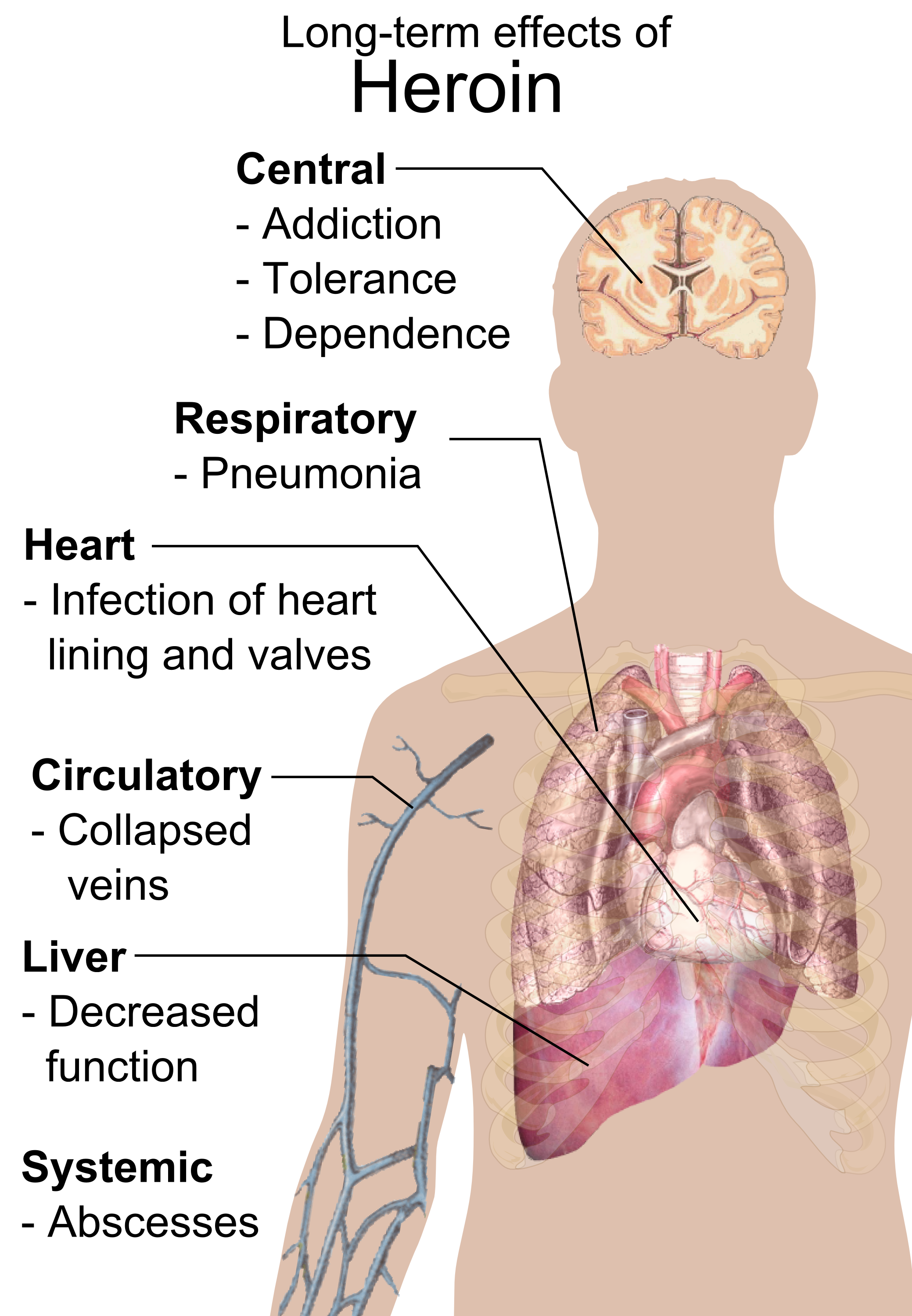
Ảnh hưởng lâu dài của việc sử dụng tiêm tĩnh mạch, bao gồm - và thực sự chủ yếu là do - ảnh hưởng của các chất gây ô nhiễm phổ biến trong heroin bất hợp pháp và kim tiêm bị ô nhiễm.

Sử dụng heroin nhiều lần làm thay đổi cấu trúc vật lý và sinh lý của não, tạo ra sự mất cân bằng lâu dài trong hệ thống thần kinh và nội tiết tố mà không dễ có thể đảo ngược. Các nghiên cứu đã cho thấy sự suy giảm chất trắng của não do sử dụng heroin, có thể ảnh hưởng đến khả năng ra quyết định, khả năng điều chỉnh hành vi và phản ứng với các tình huống căng thẳng. Heroin cũng tạo ra mức độ chịu đựng sâu sắc và sự phụ thuộc về thể chất. Tăng liều dùng xảy ra khi người dùng cần sử dụng ngày càng nhiều heroin để đạt được cảm giác phê trước đó. Với sự phụ thuộc về thể chất, cơ thể thích nghi dần với sự hiện diện của heroin và các triệu chứng cai nghiện xảy ra nếu việc sử dụng heroin bị dừng đột ngột.

### Dùng bơm kim tiêm
Sử dụng heroin (và bất kỳ chất nào khác) bằng việc tiêm tĩnh mạch bằng kim và ống tiêm hoặc các thiết bị liên quan khác có thể dẫn đến:
- Lây nhiễm các mầm bệnh truyền qua đường máu như HIV và viêm gan thông qua việc dùng chung kim tiêm
- Nhiễm viêm nội tâm mạc do vi khuẩn hoặc nấm và có thể là xơ cứng tĩnh mạch
- Áp xe
- Ngộ độc từ các chất gây ô nhiễm được thêm vào hoặc pha loãng heroin
- Giảm chức năng thận (bệnh thận), mặc dù hiện tại vẫn chưa biết liệu đây có phải là do các chất thay thế (adulterant) hoặc bệnh truyền nhiễm[28]

### Hội chứng cai nghiện
Hội chứng cai nghiện heroin (còn được gọi là "vật thuốc") có thể bắt đầu trong vòng 6 đến 24 giờ sau khi ngừng sử dụng heroin; tuy nhiên, khung thời gian này có thể dao động với mức độ dung nạp cũng như khối lượng liều sử dụng cuối cùng. Các triệu chứng có thể bao gồm: đổ mồ hôi, khó chịu, lo lắng, trầm cảm, bất tỉnh, cường dương kéo dài, nhạy cảm quá mức ở bộ phận sinh dục ở nữ giới, cảm giác nặng nề, ngáp hoặc hắt hơi không ngừng, chảy nước mắt, chảy nước mũi, khó ngủ ớn lạnh, đau cơ và xương nghiêm trọng, buồn nôn, nôn mửa, tiêu chảy, chuột rút, chảy nước mắt, sốt, đau như chuột rút và co thắt cơ không kiểm soát được ở các chi.

## Quá liều
Quá liều heroin thường được điều trị bằng chất đối kháng opioid - naloxone. Chất này đảo ngược tác dụng của heroin và gây ra sự tỉnh táo ngay lập tức nhưng có thể dẫn đến các triệu chứng cai nghiện. Thời gian bán hủy của naloxone ngắn hơn một số opioid, do đó có thể cần phải tiêm nhiều lần cho đến khi opioid được cơ thể chuyển hóa hết.
Từ năm 2012 đến 2015, đây là nguyên nhân hàng đầu gây tử vong liên quan đến ma túy ở Hoa Kỳ. Kể từ sau năm 2015 thì fentanyl trở thành nguyên nhân phổ biến hơn gây tử vong liên quan đến ma túy.
Tùy thuộc vào tương tác thuốc và nhiều yếu tố khác, tử vong do quá liều heroin có thể mất từ vài phút đến vài giờ. Tử vong thường xảy ra do thiếu oxy do ức chế hô hấp do opioid gây ra. Quá liều heroin có thể xảy ra do sự gia tăng bất ngờ về liều lượng hoặc độ tinh khiết hoặc do sự dung nạp opioid giảm. Tuy nhiên, nhiều trường hợp tử vong được báo cáo là quá liều có thể là do tương tác với các thuốc gây trầm cảm khác như rượu hoặc thuốc benzodiazepine. Cũng cần lưu ý rằng vì heroin có thể gây buồn nôn và nôn mửa, nên một số lượng tử vong đáng kể do dùng quá liều heroin là do người bị bất tỉnh, sau đó nôn mửa. Một số nguồn trích dẫn liều gây chết trung bình (đối với một cá nhân chưa dùng heroin bao giờ, trung bình cân nặng 75 kg) là từ 75 đến 600 mg. Heroin bất hợp pháp có độ tinh khiết rất khác nhau và không thể đoán trước. Điều này có nghĩa là người dùng có thể chuẩn bị sử dụng những gì họ coi là một liều vừa phải trong khi thực sự họ đã dùng một liều heroin nhiều hơn so với dự định. Ngoài ra, liều dùng thường giảm đi sau một thời gian không dùng. Nếu điều này xảy ra và người dùng dùng một liều tương đương với lần sử dụng trước đó, người dùng đó có thể gặp các tác dụng thuốc lớn hơn nhiều so với dự kiến, có khả năng dẫn đến quá liều. Người ta đã suy đoán rằng một phần tử vong liên quan đến heroin không rõ là kết quả của quá liều hoặc phản ứng dị ứng với quinine, đôi khi có thể được sử dụng làm chất cắt cho heroin.

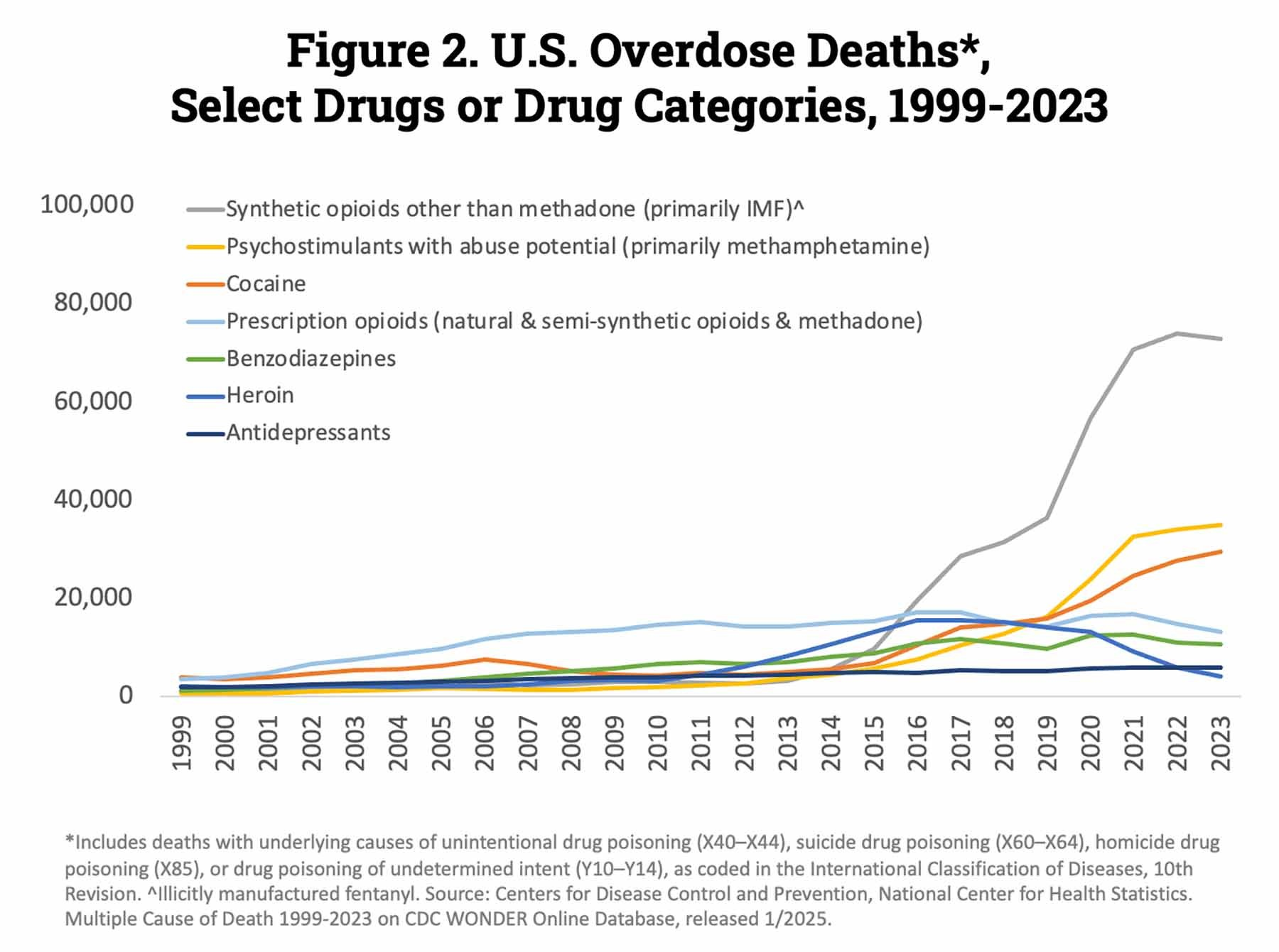
Quá liều ma túy đã giết chết hơn 72.000 người ở Mỹ vào năm 2017, với heroin liên quan đến 15.958 trong số những cái chết đó.
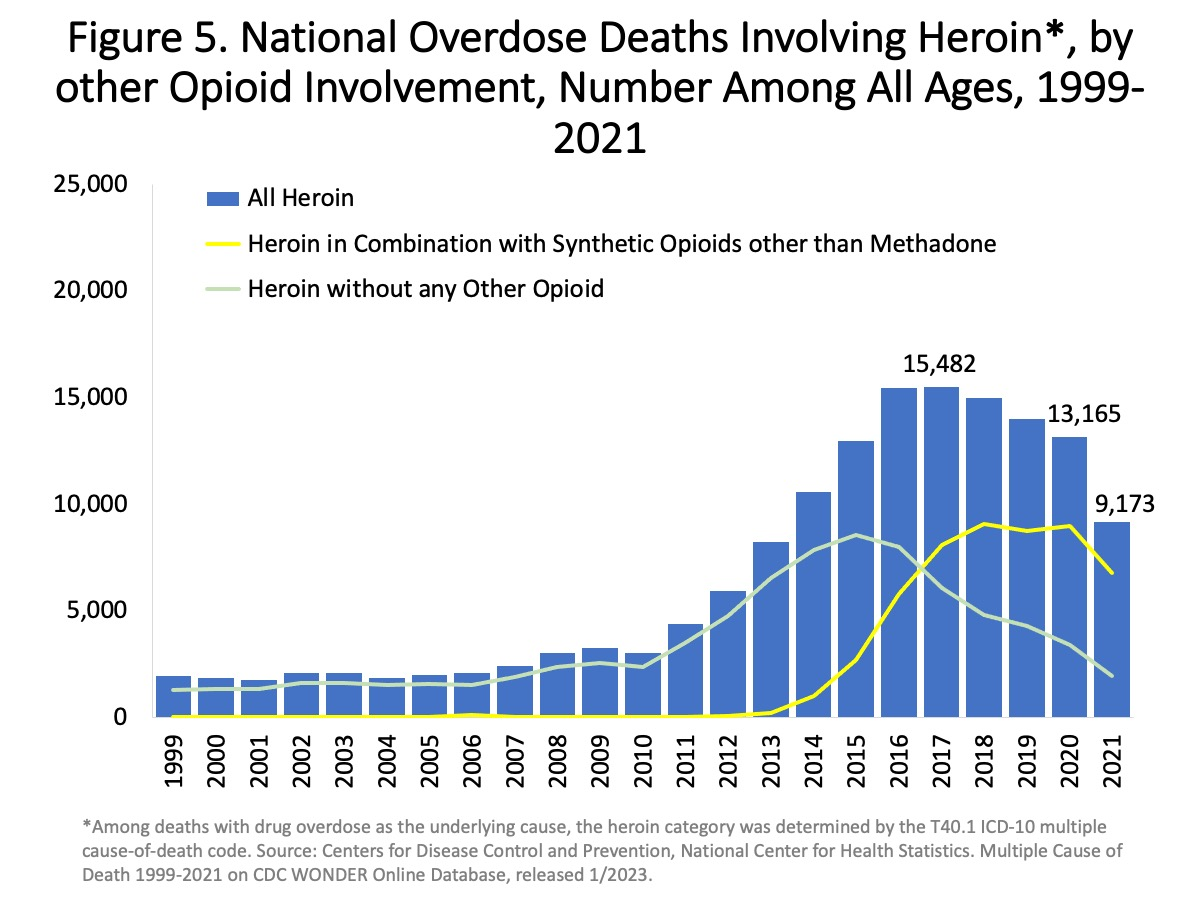
Số lượng tử vong do quá liều hàng năm của Mỹ liên quan đến heroin.
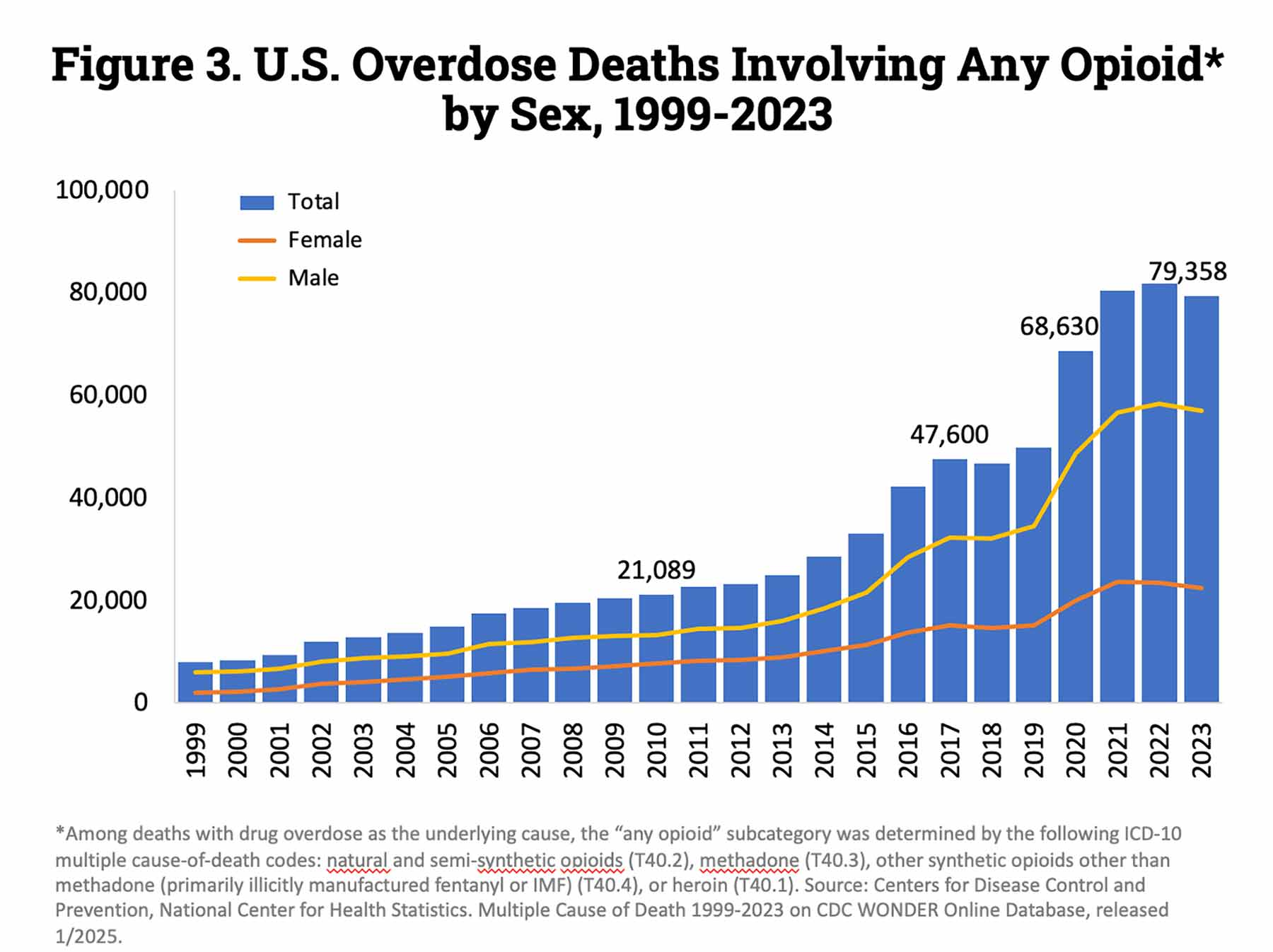
Số lượng tử vong hàng năm tại Mỹ do tất cả các loại thuốc opioid. Bao gồm trong số này là thuốc giảm đau opioid, cùng với heroin và opioids tổng hợp.

## Tính chất hóa học
Heroin có nguồn gốc từ thuốc phiện thông qua một quá trình liên quan đến các hóa chất khác nhau như acetone và anhydrid axetic.
Các chất chuyển hóa chính của diamorphin, 6-MAM, morphin, morphine-3-glucuronide và morphine-6-glucuronide, có thể được định lượng trong máu, huyết tương hoặc nước tiểu để theo dõi lạm dụng, xác nhận chẩn đoán ngộ độc hoặc hỗ trợ điều tra tử vong. Hầu hết các xét nghiệm sàng lọc thuốc phiện thương mại đều phản ứng chéo đáng kể với các chất chuyển hóa này, cũng như với các sản phẩm biến đổi sinh học khác có khả năng xuất hiện sau khi sử dụng diamorphin cấp đường như 6-acetylcodeine và codeine. Tuy nhiên, kỹ thuật sắc ký có thể dễ dàng phân biệt và đo lường từng chất này. Khi diễn giải kết quả xét nghiệm, điều quan trọng là phải xem xét lịch sử sử dụng diamorphin của cá nhân, vì người dùng mãn tính có thể phát triển khả năng dung nạp với liều dùng mà làm tê liệt một cá nhân chưa biết đến opioid và người dùng mãn tính thường có giá trị cơ bản cao chất chuyển hóa trong cơ thể của mình. Hơn nữa, một số quy trình thử nghiệm sử dụng bước thủy phân trước khi định lượng chuyển đổi nhiều sản phẩm trao đổi chất thành morphin, mang lại kết quả có thể lớn hơn 2 lần so với phương pháp kiểm tra từng sản phẩm riêng lẻ.